# Pierre-Jean Peltier
Pierre-Jean Didier Peltier (Pont-à-Mousson, 20 de mayo de 1984) es un deportista francés que compitió en remo. Es hijo del remero Jean-Raymond Peltier.
Participó en dos Juegos Olímpicos de Verano, en los años 2008 y 2012, obteniendo una medalla de bronce en Pekín 2008, en la prueba de cuatro scull.
Ganó dos medallas en el Campeonato Europeo de Remo, en los años 2008 y 2009.

## Palmarés internacional
| Juegos Olímpicos   | Juegos Olímpicos    | Juegos Olímpicos  | Juegos Olímpicos |
| Año                | Lugar               | Medalla           | Prueba           |
| ------------------ | ------------------- | ----------------- | ---------------- |
| 2008               | Pekín (China)       | Medalla de bronce | Cuatro scull     |
| Campeonato Europeo |                     |                   |                  |
| Año                | Lugar               | Medalla           | Prueba           |
| 2008               | Maratón (Grecia)    | Medalla de oro    | Ocho con timonel |
| 2009               | Brest (Bielorrusia) | Medalla de bronce | Ocho con timonel |